# Kukły (Polska)
Kukły (dawn. niem. Kuckeln) – wieś w Polsce położona w województwie warmińsko-mazurskim, w powiecie piskim, w gminie Biała Piska. W latach 1975–1998 miejscowość administracyjnie należała do województwa suwalskiego.
Wieś powstała w ramach kolonizacji Wielkiej Puszczy. Wcześniej był to obszar Galindii. Wieś ziemiańska, dobra służebne w posiadaniu drobnego rycerstwa (tak zwani wolni, ziemianie w języku staropolskim), z obowiązkiem służby rycerskiej (zbrojnej). W XV i XVI w. wieś wymieniana w dokumentach pod nazwą Kuklen, Kucklen.
Osada powstała przed wojną trzynastoletnią (1454–1466). Wieś służebna lokowana przez komtura Siegfrieda Flacha von Schwartzburga w 1471 r., na 11 łanach na prawie magdeburskim, z obowiązkiem jednej służby konnej. Przywilej otrzymali: Andrzej, Maciej, Augustyn i Jan (prawdopodobnie krewni).